# يوميكو إيشيغورو
يوميكو إيشيغورو (باليابانية: 石黒由美子؛ بالكانا: いしぐろ ゆみこ) هي سباحة متزامنة يابانية، ولدت في 31 أكتوبر 1983.

## وصلات خارجية
- يوميكو إيشيغورو على موقع الاتحاد الدولي للسباحة (الإنجليزية)
- يوميكو إيشيغورو على موقع أوليمبيديا (الإنجليزية)